# Anemone moorei
Anemone moorei là một loài thực vật có hoa trong họ Mao lương. Loài này được Espinosa mô tả khoa học đầu tiên năm 1940.